# Kostel Nanebevzetí Panny Marie (Liptaň)
Kostel Nanebevzetí Panny Marie v obci Liptaň (okres Bruntál) je farní kostel postavený v roce 1866–1870 a kulturní památka České republiky.

## Historie
První písemné zmínky o obci pochází z roku 1349. Na místě původního kostela sv. Vavřince byl v letech 1768–1776 postaven zděný kostel zasvěcený Panně Marii Nanebevzaté. Návrhy vypracoval rakouský architekt Gustav Meretta, který pracoval v projekční kanceláři olomouckého arcibiskupství. Kostel byl vysvěcen kardinálem Bedřichem z Fürstenberka dne 27. června 1875. V období 2013–2014 byla provedena celková obnova kostela. Na základě výběrového řízení, zadaného Římskokatolickou farností Hynčice, provedla opravu firma FICHNA–HUDECZEK, a. s. z Píště. Celkové náklady na opravu činily 4 804 924 Kč (včetně DPH).
Farní kostel patří pod Děkanát Krnov.

## Popis
Jednolodní neorientovaná novogotická stavba z režného zdiva s opěráky a polygonálním závěrem. Hranolová věž vystupuje ze vstupního průčelí. Kostel je dlouhý 42 m a široký 10 m. Věž je vysoká 52 m. Ve věži byly tři zvony (jeden zvon pocházel z roku 1551, druhý z roku 1614).

## Galerie

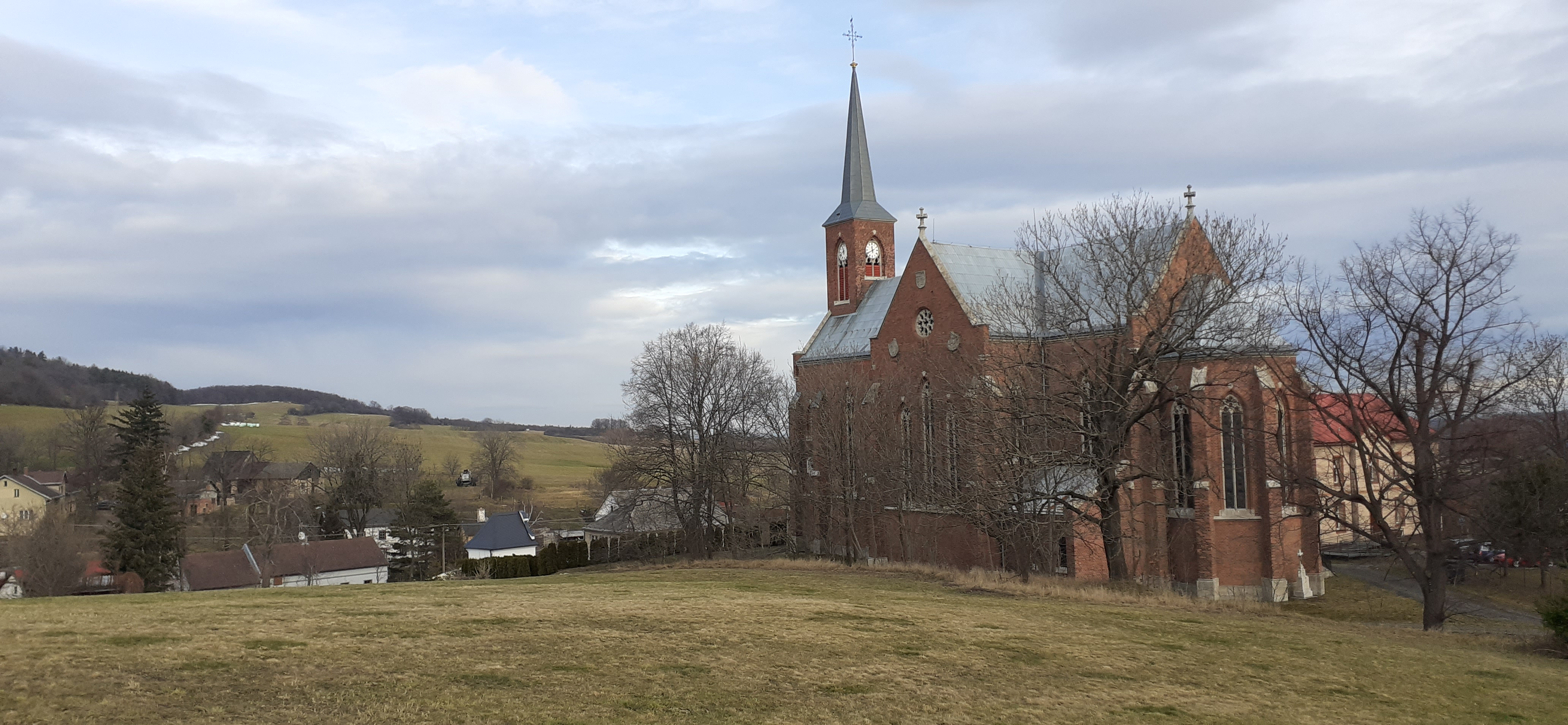
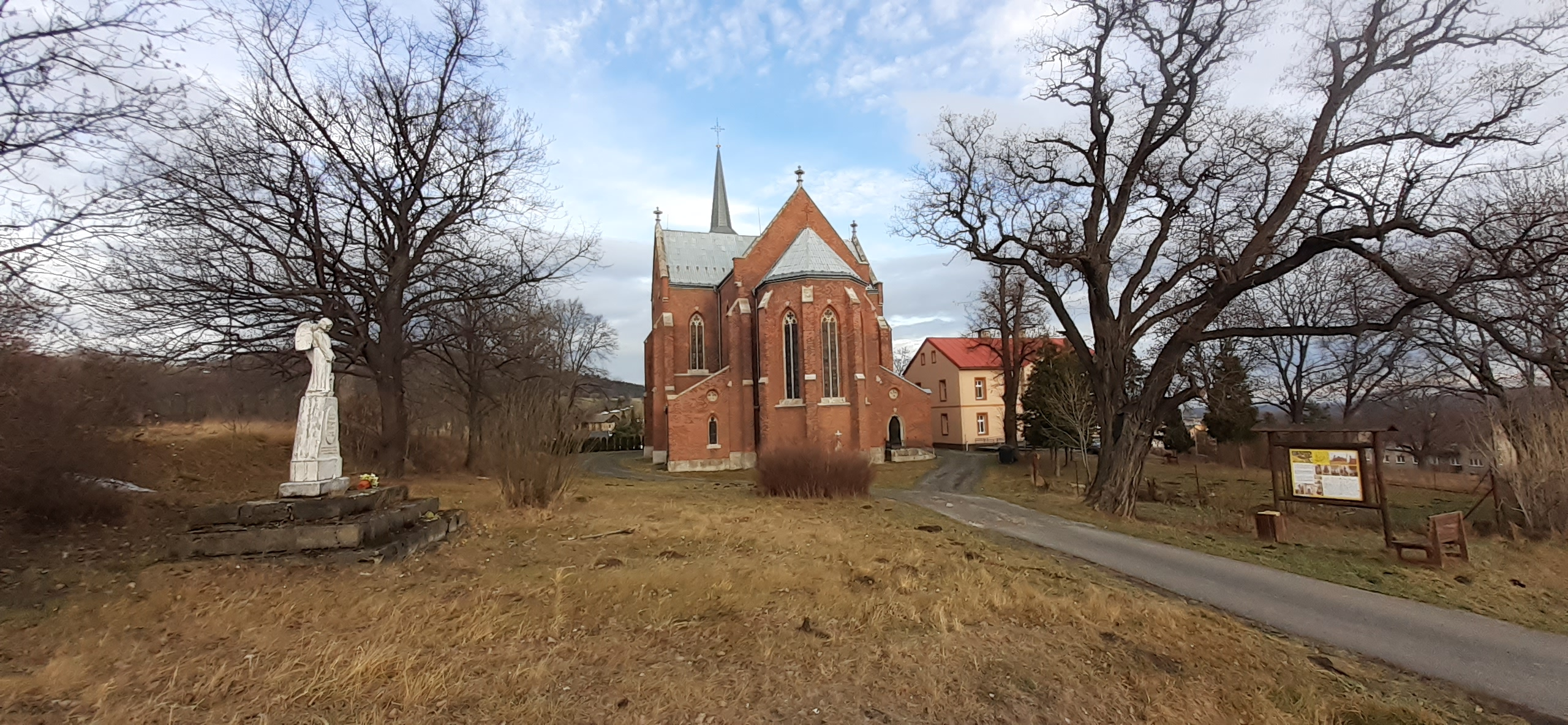
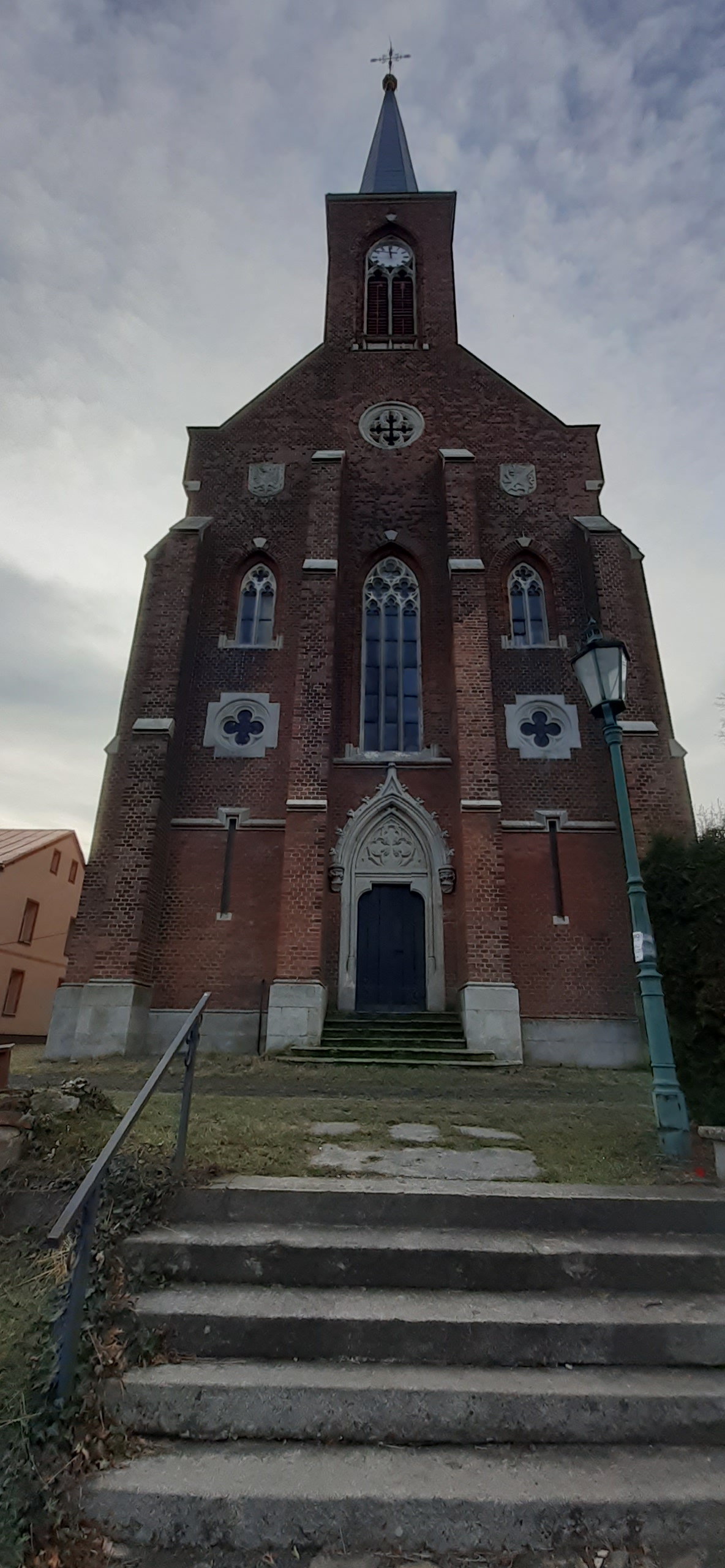
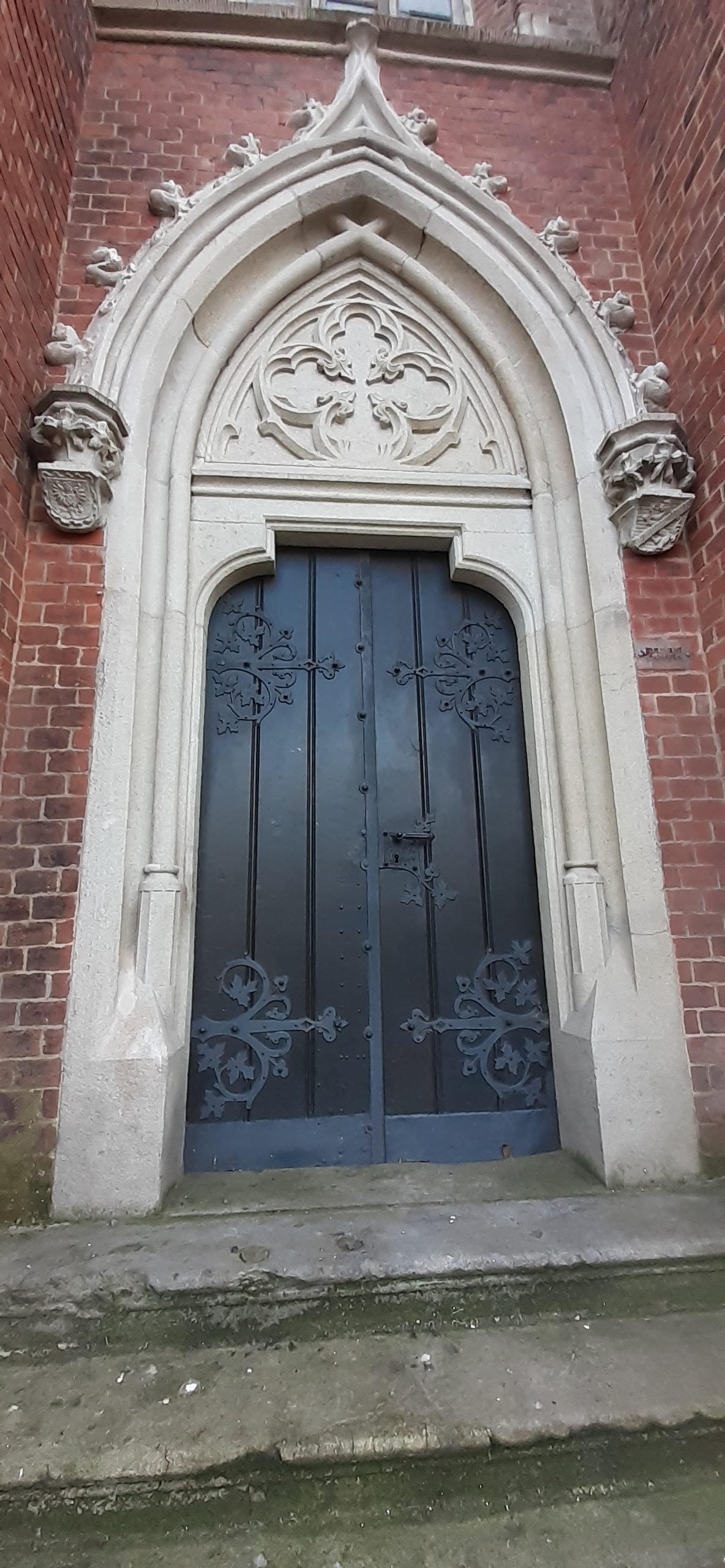
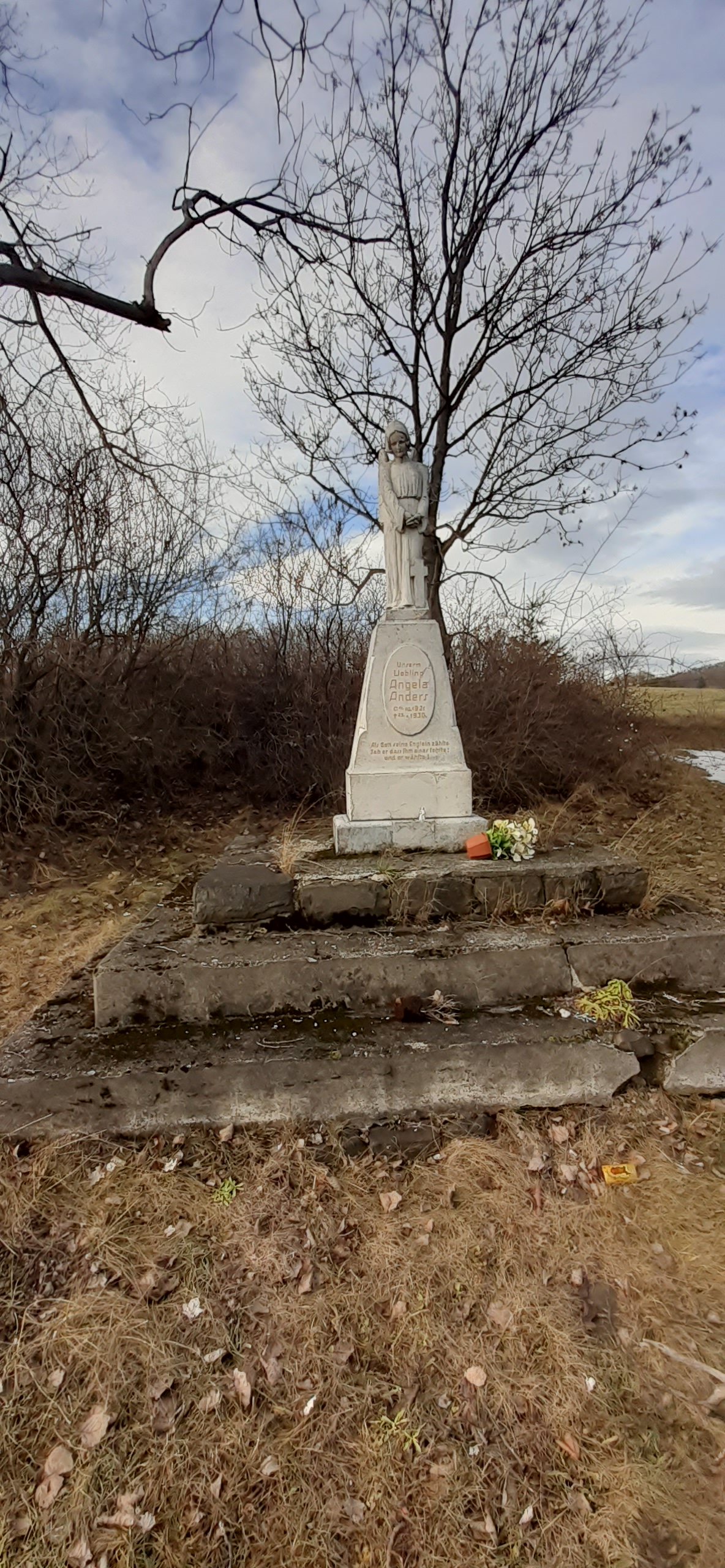
náhrobek před kostelem